# Jan Teugels
Jan Teugels (* 12. Oktober 1948 in Breendonk) ist ein ehemaliger belgischer Radrennfahrer und nationaler Meister im Radsport.

## Sportliche Laufbahn
1979 wurde er nationaler Meister im Querfeldeinrennen vor Roger De Vlaeminck. Bei den UCI-Weltmeisterschaften wurde er beim Sieg von Albert Zweifel Vierter. 1981 startete er erneut im Weltmeisterschaftsrennen und belegte den 12. Platz.
Er war von 1978 bis 1987 Radprofi und fuhr seine gesamte Laufbahn als Profi für das belgische Radsportteam Duvel.